# Karl E. Weick
Karl E. Weick (Warsaw, 31 de Outubro 1936), é um teórico organizacional americano que introduziu os conceitos “loose coupling”, “mindfulness” e “sensemaking” em estudos organizacionais.

## Teoria de Weick
Nos finais da década de sessenta, começaram a surgir propostas mais sistematizadas que apontam para a necessidade de se abordar realidade organizacional não como uma realidade inquestionavelmente objetiva e independente dos agentes da sua definição, como até aí tinha sido considerada, mas como uma entidade socialmente construída (Jordão, 1998).
Weick apresentou um modelo sistemático onde a realidade não é uma entidade objetiva que possa ser apreendida correta ou incorretamente, por um agente externo, é antes definida através de um processo de intercâmbio social no qual as perceções são afirmadas, modificadas ou substituídas de acordo com a sua aparente congruência com as perceções dos outros. 
Este modelo engloba pressupostos diversos modelos, principalmente do Movimento das Relações Humanas, acrescentando-lhe uma índole interpretativa. Não se refere a organizações por considerar este um termo limitativo – organização é algo concreto, mas organizar vai acontecendo, e as organizações devem ser vistas como contextos que são construídos e reconstruidos, às quais correspondem três componentes: a componente cognitiva, social e política (esta última componente foi proposta por Mintzberg, não tendo sido trabalhada originalmente por Weick). As realidades sociais não são, portanto, acontecimentos concretos, são estruturas sensíveis e significativas, e cada organização vai construindo a sua própria experiência de interpretação, que não é fixa, mas flexível e aberta à mudança e evolução. Este modelo insere-se na metáfora de “atribuição de sentido”, assente na perceção que advém da experiência pessoal/organizacional e das características do estímulo. A realidade organizacional é, então, subjetiva, essencialmente uma entidade socio (relação/partilha) e cognitivamente (perceção) construída.  
A teoria de Weick emerge com a reinterpretação das queixas dos trabalhadores e dos problemas surgidos na indústria proposta por Roethlisberger e Dickson (1939), deixando de se ver o comportamento humano como resposta única ao estímulo (como acontece nos modelos da Organização Científica do Trabalho e Burocracia), para se interpretar o comportamento humano como resultado das interpretações que faziam das alterações introduzidas nos seus contextos de trabalho, ou seja, as suas atitudes. Isto é, portanto, influenciado pelo meio, história de vida, situação e condição no posto de trabalho, relações estabelecidas com os colegas de trabalho e supervisores e subordinados. 
Como a organização se esgota na palavra, Weick considera que esta é melhor representada pelo verbo organizar, já que a essência da organização é a atribuição contínua de significados. Neste sentido, as caraterísticas principais de organizar são três:
1. Atividade humana contínua de atribuição de significados ou de fazer-sentido organizacional. Como a atividade organizacional é essencialmente social e coletiva, ela implica a partilha de fórmulas de funcionamento entre os seus múltiplos atores. É um processo contínuo que se dá através de atividades como a linguagem, reuniões, discussões, negociações, partilhas, entre outras;
2. Ambiguidade dos inputs. Nenhum input possui significado antes de entrar na organização.
3. Comportamentos entrecruzados, relativos à dimensão social – “o que eu faço tem impacto no outro e o que o outro faz tem impacto em mim”- lógica de interação recíproca.

O processo de organizar é um processo de construção premente de significado organizacional constituído por quatro momentos básicos: 
1. Processo de mudanças ou transformações ecológicas,
2. Processo de enactment,
3. Seleção
4. Processo de retenção.

O processo das transformações ecológicas e o processo de enactment são frequentemente abordadas em conjunto, sendo que as primeiras têm que ver com o que está a acontecer ao redor da organização.

Segundo o autor, to enact significa literalmente criar a aparência de um ambiente, sendo que o conceito de enactment remete para o importante papel que as pessoas, ou as organizações, têm na criação dos meios com que se confrontam e aceitam como exteriores a si. A porção de realidade destacada vai corresponder essencialmente às transformações e às diferenças que os fluxos de experiência apresentam. É a isto que Weick chama de transformações ecológicas, relativas ao meio, que constituem os materiais brutos para o processo de fazer-sentido e de atribuição de significado. A Atividade de Seleção constitui a imposição de várias estruturas a dispositivos equívocos enactados numa tentativa de reduzir a sua ambiguidade. Este processo de seleção envolve as atividades de pontuação e estabelecimento de relações. A atividade de pontuação significa cortar o curso da experiência em unidades razoáveis, nomeáveis e nomeadas; a segunda atividade implica o estabelecimento de relações, tipicamente casuais, entre os elementos destacado na atividade de pontuação. A Atividade de Retenção consiste num armazenamento relativamente íntegro de produtos eficazes de fazer-sentido. Enquanto o ambiente percebido corresponde a uma relação unívoca do objeto para o sujeito, em que algumas características do objeto influenciam o conhecimento que o sujeito tem. Por outro lado, o conceito de ambiente enactado considera que o meio é focalizado por um indivíduo com características intrínsecas que desempenham um papel na sua apreensão. A organização está rodeada por um ambiente, constituídos por inputs ambíguos e dinâmicos, que estão em constante mudança; contudo, há uma tendência para organizar a informação, dar ordem, fazer-sentido do ambiente que existe. Ou seja, o ambiente não existe por si mesmo, o seu sentido vai sendo organizado pela nossa perceção do ambiente. A porção de realidade destacada corresponde, essencialmente, às transformações e às diferenças que os fluxos de experiência apresentam vindo a construir os “materiais brutos para o processo de fazer-sentido ou de atribuição de significado”. 
A terceira etapa diz respeito à imposição de várias estruturas a dispositivos equívocos construídos, numa tentativa de reduzir a sua ambiguidade (Weick, 1979). Esta seleção diz respeito à interpretação que é dada ao acontecimento. O processo de retenção diz respeito ao armazenamento relativamente íntegro (claro, fácil de compreender) de produtos eficazes de atribuição de sentido. Consideremos o exemplo de uma outra faculdade que oferece o curso de psicologia. Aparentemente, isto é um input ambíguo, que será alvo de uma análise ambiental (enactment: perceber o porquê de existir e a sua necessidade) e interpretação das consequências da sua existência (seleção da interpretação que pode ser dada), terminando numa representação, influenciada pela situação em si, pelas crenças e experiência passada do indivíduo que constrói a realidade/interpreta a situação. 
Esta noção de ambiente percebido diz que o ambiente existe e que o indivíduo vai entendê-lo, em contraposição, um ambiente construído diz-nos que o ambiente não existe, mas é construído pelo indivíduo. No ambiente construído, o significado não existe, é imposto pelos quatro processos acima descritos. É o resultado do processo individual de organização, logo o ambiente é um resultado, não um input de um episódio de atribuição de sentido. A ação antecipa a cognição. O ambiente construído está associado a um processo de validação consensual – está associado à componente social da teoria de Weick – dado que as interpretações são validadas na interação com os outros.  
No que concerne a faceta política desta teoria, esta acrescenta postulados interessantes na forma como se perspetiva a organização destacando-se o facto de que o processo de organizar não é um atarefa de todos os atores organizacionais, mas especificamente tarefa e responsabilidade dos gestores. Os gestores têm poder formal para influenciar de forma decisiva as interpretações, pensamentos organizacionais ou de formular a interpretação da organização. Os estudos realizados por Mitzberg evidenciaram que a atividade diária do gestor é dominada pela comunicação oral (encontros, telefonemas, reuniões) e por episódios dispersos, não estruturados, desempenhando o gestor um papel mais interventivo e proactivo do que propriamente reativo como postulavam teorias anteriores. Assim, a sua função está associada à obtenção, tratamento e disseminação de informação, o que o torna um processador de informação por excelência. Os seus papéis estão agrupados em três domínios principais: 
1. Papéis interpessoais (símbolo, líder, agente de ligação);
2. Papéis Informacionais (monitor, difusor ou disseminador, porta-voz);
3. Papéis Decisionais (empresário, regulador, distribuidor de recursos e negociador).

São os papéis informacionais que promovem a coesão de todo o trabalho do gestor ligando os papéis interpessoais que asseguram que a informação seja fornecida e/ou obtida, aos papéis decisionais que fazem uso mais significativo delas. Por esta razão, o gestor pode ser visto como o centro nervoso de uma rede de informações assumindo aí os papéis de monitor de informação interna e de informação externa. 
Hosking e Morley (1991), ao contrário de Weick, consideram o processo de organizar como intrinsecamente político e intrinsecamente cognitivo. Organizar passa a ser entendido com uma tarefa e responsabilidade dos gestores, que são processadores de informação por excelência.
Em suma, a teoria de Weick permite-nos tirar algumas conclusões tais como: 
- Não faz sentido mudar o meio sem fazer referência às pessoas nele envolvidas, porque o meio só muda se mudarem as representações das pessoas que constituem esse mesmo meio;
- Não faz sentido a procurar a interpretação das causas dos acontecimentos, pois todas as interpretações são válidas.